# میدلتون، شهرستان آرما
میدلتون (به انگلیسی: Middletown) یک روستا در بریتانیا است. میدلتون ۲۳۷ نفر جمعیت دارد.